# Patofiziologija
Pátofiziologíja ali patolóška fiziologíja je medicinska veda, ki proučuje delovanje organizma in njegovih delov v bolezni ali v nenormalnih razmerah v okolju. Pravzaprav pomeni fiziologijo bolezni ter povezuje  temeljne znanosti z boleznimi. Sorodna veda je patologija, ki proučuje bolezenske strukturne in funkcionalne spremembe v organizmu.